# Saiid
Süveg Márk művésznevén Saiid (Budapest, 1980. január 1. –) magyar rapper, zenei producer, lemez producer, zenész, dalszövegíró.

## Karrier

### Korai évek és Akkezdet Phiai
Érettségi után kisebb-nagyobb megszakításokkal folyamatosan dolgozott, miközben lefektette az Akkezdet Phiai zenei alapjait. 1996 óta hip hop DJ-ként, zenei producerként és MC-ként tevékenykedett, emellett közel tíz évig menedzselte a csapatot, amíg 2006-ban egy profi ügynök csatlakozott hozzájuk.

### Slam poetry
2006-tól Saiid aktívan részt vesz a hazai slam poetry mozgalomban. Kétszer nyerte meg az országos slam poetry bajnokságot, és 2012-ben az európai bajnokságon 5. helyezést ért el. Az európai slam poetry közösség fejlődéséhez is jelentős mértékben hozzájárult, amikor 2018-ban részt vett az Európa Bajnokság lebonyolításában, ahol szervezőként és házigazdaként is szerepelt.

### Szólókarrier
2019 eleje óta Saiid a szóló karrierjére összpontosít. Az évek során folyamatosan fejlődött, új utakat keresett a zenei és irodalmi önkifejezés terén. És megjelent első szólóalbuma R.E.P. Mixtape 2020-ben.

## Magánélet
Saiid magánélete nagyrészt a nyilvánosság elől elzárkózik, de néhány személyes információ elérhető róla. A köztudomású, hogy Saiid mély kapcsolatot ápol a családjával és barátaival, akikkel gyakran tölti szabadidejét. Szeret utazni, és a különböző kulturális élmények inspirálják munkáját. A magánélete mögött húzódó személyes értékek és szenvedélyek gyakran tükröződnek művészetében, és hozzájárulnak ahhoz a mélységhez, amelyet művei kifejeznek.

## Diszkográfia

### Akkezdet Phiai
- Akkezdet Phiai: Akkezdet, 2004
- Akkezdet Phiai: Kottazűr, 2010

### Stúdióalbumok
- R.e.p. (Mixtape 2020) (2020)
- R.e.p. (Mixtape 2020) Instrumentals (2020)
- Akkezdet Phiai – Akkezdet – Instrumentals

## Díjak, elismerések
Saiid pályafutása során több díjat és elismerést nyert, különösen a hip-hop és slam poetry területén:
- 2016-ban az Akkezdet Phiai a VIVA TV által szervezett Magyarország Legjobb Rapperei szavazáson az első helyen végzett.[3]
- Slam Poetry Bajnok – Kétszeres országos slam poetry bajnok (2006, 2010)
- Európai Slam Poetry Bajnokság – 5. helyezett (2012)
- Slam Poetry Közösség Fejlesztése – Jelentős szerep az európai slam poetry közösség fejlődésében (2018)

## Művészi hozzáállás
Saiid művészeti hozzáállása mindig is az önkifejezés és a szavakkal való játék iránti szenvedély volt, nem pedig a pénzkereset. Az alábbiak szerint fogalmazott ezzel kapcsolatban:

„Nekünk a pénzkereset anno eszünkbe sem jutott. Minket csak a művészeti része, az önkifejezés, a szavakkal való játék, az intellektuális tartalom érdekelt. Térképre akartuk tenni azt, amit akkor ebben a szubkultúrában láttunk. Egyszer egy barátom kiszámolta, hogy mennyi pénzt nem kerestünk meg ezzel a hozzáállással, de mondtam neki, hogy ne mondja meg, nem akarom tudni.”

– Kultura.hu interjú Saiiddal